# BHDL
 (septembre 2020).
Si vous disposez d'ouvrages ou d'articles de référence ou si vous connaissez des sites web de qualité traitant du thème abordé ici, merci de compléter l'article en donnant les références utiles à sa vérifiabilité et en les liant à la section « Notes et références ».
| Sigles de 2 caractères   |
| Sigles de 3 caractères   |
| ► Sigles de 4 caractères |
| Sigles de 5 caractères   |
| Sigles de 6 caractères   |
| Sigles de 7 caractères   |
| Sigles de 8 caractères   |

BHDL, ou B/HDL pour B Hardware Description Language, est une méthode ayant pour objectif de formaliser la conception sûre de circuits numériques.
Cette méthode s'appuie sur la méthode formelle de développement logiciel B ; elle a été initialement élaborée au cours d'une collaboration INRETS/ESTAS et l'Université de technologie de Compiègne (UTC-Heudiasyc). Les travaux sont maintenant poursuivis avec l'aide du Laboratoire d'informatique fondamentale de Lille (LIFL).
Le nom BHDL est apparu dès 1999 lors des travaux évoqués ci-dessus. Néanmoins, ultérieurement ce même nom a été repris par une société de la région grenobloise, KeesDA, pour une méthode ayant des objectifs similaires.